# Matrioska (gruppo musicale)
I Matrioska sono una band formatasi nel dicembre del 1996 a Milano. Il sound proposto nasce da una fusione di vari generi musicali, spaziando dal pop al rock and roll al punk, senza dimenticare la matrice ritmica più calda e sincopata tipica dei primi dischi, sulla quale si inseriscono le melodie e i testi del cantante Antonio Di Rocco. Sono una band rilevante nella scena alternativa italiana.

## Storia del gruppo

### 1996-2000: I primi passi e il primo album
I Matrioska nascono nel 1997 dall’incontro tra Antonio Di Rocco (voce della band) e Matteo Spada (chitarrista), che da subito propongono, in un mix sonoro di pop, rock, punk rock e ska con testi in italiano. Il primo tape autoprodotto "Matrioska e la Buz band" diviene ben presto introvabile, così come il successivo cd singolo "Can che abbaia divora”. Nel 1998 il loro brano Scusacara fu inserito nella compilazione "Italian Ska Invasion" pubblicata dalla Lilium Produzioni e distribuita da Sony BMG al fianco di band seminali del genere come i Persiana Jones, i Klasse Kriminale, gli Stiliti, gli Shandon, i Vallanzaska, i Fahrenheit 451 e molti altri. In questo primo periodo moltissimi sono i concerti, che nel 1999 toccano già le 200 date in tutta Italia. A maggio di quell'anno uscì per la Riot Records il disco d'esordio intitolato "Passi se è la prassi”, suscitando l’attenzione della critica ed entrando nella classifica “Borsa Indies” del mensile “Musica & Dischi”. Il brano "Veritiero Giovatta" fu poi inserito nella compilation "Rumore Di Fondo (The Ultimate Punk Experience)" della Decibel Records.
Nel marzo del 2000 i Matrioska parteciparono alla trasmissione radiofonica Patchanka su Radio Popolare Network e al tour "Canzoni e Cicogne", come ospiti del cantautore Roberto Vecchioni, venendo successivamente prodotti dall’etichetta Sonora. A fine anno, nel corso di una esibizione in Piazza Duomo a Milano, Antonio Di Rocco duetta con il premio Nobel Dario Fo.

### 2001-2005: Tra Sonora ed Alternative Produzioni
Nel 2001 esce il nuovo disco dal titolo “Stralunatica” per la Sonora, presentato al Rolling Stones di Milano. La matrice pop e punk è sempre più consistente, anche se si intravede una più matura convergenza verso sonorità più eterogenee. Ad aprile 2002 viene pubblicato il video del singolo "Che velocità", mentre nell'ottobre dello stesso anno segue la presentazione de “La domenica mattina” (Alternative Produzioni), il terzo disco ufficiale dagli stessi Matrioska . Viene realizzato il videoclip che porta il nome dell'album e un tour nazionale che si prolunga per tutto il 2003.
Nel 2003 è la volta della realizzazione del videoclip di “Non voglio più", estratto da “La domenica mattina”; in estate i Matrioska partecipano al Tora Tora Festival.
“La prima volta” (Alternative Produzioni, 2004) è il quarto disco dei Matrioska, anch'esso coronato da un lungo tour promozionale.

### 2006-2014: Dopo la Alternative Produzioni
Nel 2006 i Matrioska lasciano la Alternative Produzioni, firmando per La Matricula, con cui pubblicarono "Lo strano effetto che fa", il loro primo disco live al quale seguì un tour con partenza dall'Alcatraz di Milano. All'album segue l'uscita del singolo "Partita di pallone“ del quale viene realizzato un videoclip, e nel 2007 il secondo singolo dell'album intitolato “Cielo di settembre”.
Nel novembre del 2010 dopo qualche anno di pausa, avviene l'incontro tra Antonio Di Rocco e Luca Nobile, batterista e futuro produttore artistico della band. Questo sodalizio musicale dà il via alla formazione più longeva della band e nell'autunno 2011 vengono pubblicati i singoli “Per 2 persone” e “Qualcosa dovrà pur succedere”, prodotti dal Tam Tam Studio di Cesena. A giugno 2012 è la volta del singolo “Come mi vuoi”, che anticipa l'uscita del nuovo album e dell'omonimo videoclip. Il nuovo album, più sperimentale rispetto ai precedenti, esce nel 2013, a ben sette anni di distanza dal precedente, con il titolo "Cemento".
Nel 2014 viene prodotto “Il Bootleg”, un album registrato in parte live, con pubblico presente, nella sala di ripresa dei Deposito Zero Studios di Forlì. Il disco contiene diverse tracce della sessione dal vivo, oltre a un discreto numero di provìni originali di canzoni contenute nei primi due album.

### 2016-in poi: Maninalto! Records

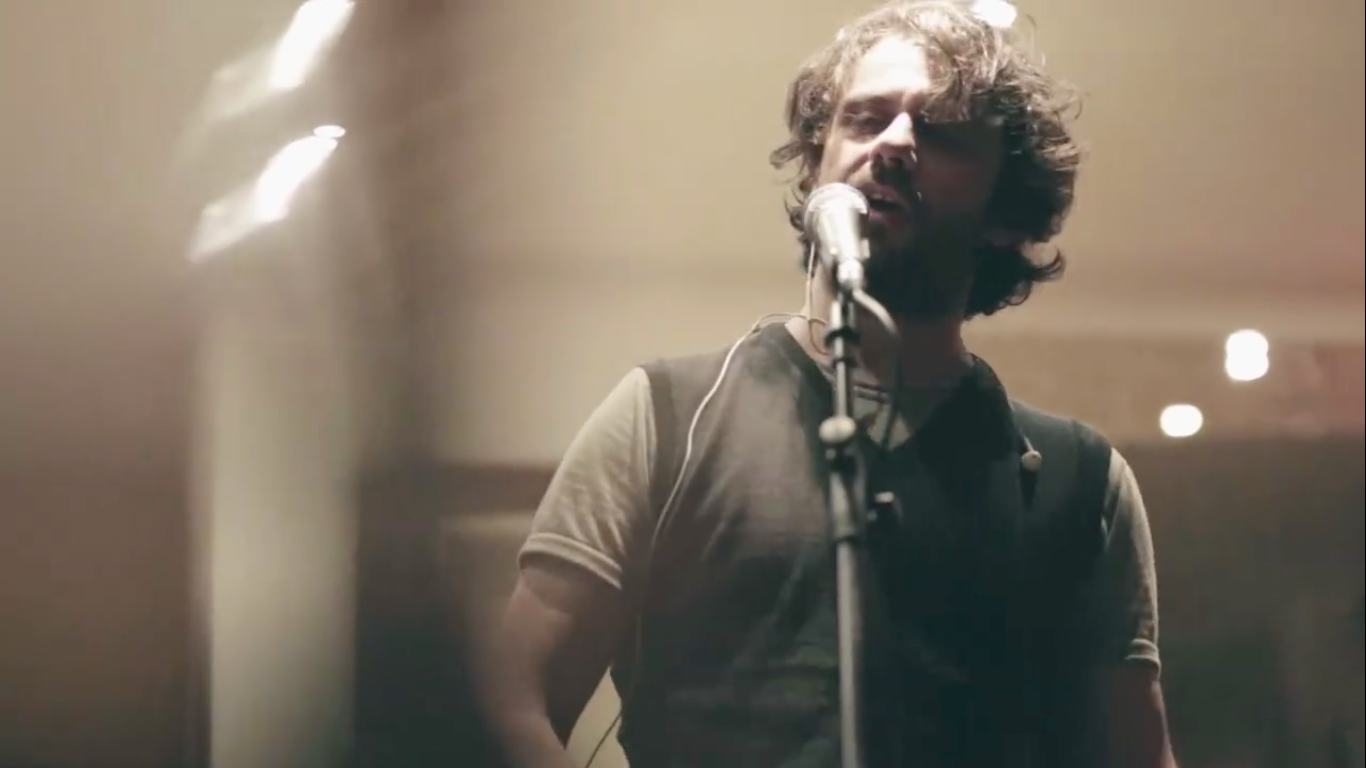
Antonio Di Rocco

Nel 2016 viene distribuito digitalmente il singolo “Occhi Mossi”, che anticipa l'omonimo album stampato a maggio dello stesso anno al quale segue il videoclip di "Storia di una storia mai nata" nel 2017.
“14 Gradi"  è il nuovo singolo del 2018. Ne viene realizzato un videoclip, che anticipa la pubblicazione dall'album "Bugie", pubblicato il 4 maggio dello stesso anno e presentato la sera seguente all'Alcatraz di Milano.
Nel novembre 2019 viene pubblicata “Profumo”, canzone dalle tipiche sonorità Matrioska, in equilibrio tra melodie anni 60 e liriche finto-romantiche. Viene realizzato un videoclip, girato interamente nel paese di Cesenatico.
Nel 2020 il Covid-19 costringe gli italiani al lockdown nazionale. I Matrioska ne approfittano per una nuova produzione: ogni componente della band si impegna a registrare le proprie parti coi mezzi audio a disposizione. 
Nasce quindi la canzone "Specchio", pubblicata nei primi giorni del mese di agosto.
Nel 2022 viene prodotto l'EP "Lo fanno"
Il 31 gennaio 2025 esce il nuovo singolo "Goccia di tonica" scritta da Antonio Di Rocco e Luca Nobile registrata a Le Stanze studio di Cesenatico, prodotta da Luca Nobile. Un brano in perfetto stile Matrioska che fonde rock, punk e ska dove chitarre distorte fiati e synth guidati dalla sezione ritmica raccontano la vita e le emozioni che ogni musicista prova durante un tour, la voglia che non finisca mai, ma che inesorabilmente arriva all'ultima data, con la consapevolezza rassicurante che dopo ogni tour ci sarà sempre un altro tour pronto a iniziare.
La band ha annunciato il Club Tour 2025 che toccherà i più prestigiosi club italiani: 1 marzo Alcatraz (MI), 15 marzo Vibra (MO), 5 aprile Music Factory (CR), 12 aprile Largo Venue (RM), 10 maggio The Cage  (LI), 16 maggio Bloom (MB)

## Formazione
- Antonio Di Rocco - voce
- Witmer Cislaghi - tastiere
- Luca Nobile - batteria
- Simone Francioni - basso
- Giuseppe Bonomo - chitarra
- Lorenzo Rocculi - trombone
- Tommaso Scarpellini - tromba

## Discografia

### Album
- 1997 - Matrioska e la Buz band (demo tape)
- 1999 - Passi se è la prassi
- 2001 - Stralunatica
- 2002 - La Domenica Mattina
- 2004 - La prima volta
- 2006 - Lo Strano Effetto che Fa (live)
- 2013 - Cemento
- 2015 - Il bootleg (live)
- 2016 - Occhi Mossi
- 2018 - Bugie
- 2022 - Lo fanno

### Singoli
- 1998 - Can che abbaia divora
- 2007 - Cielo di settembre
- 2011 - Per 2 persone
- 2011 - Qualcosa dovrà pur succedere
- 2012 - Come mi vuoi
- 2016 - Occhi Mossi
- 2017 - Storia di una storia mai nata
- 2018 - 14 gradi
- 2019 - Profumo
- 2020 - Specchio
- 2025 - Goccia di tonica